# Lucius Marcius Figulus
Lucius Marcius Figulus entstammte dem römischen Geschlecht der Marcier und wird 43 v. Chr. im Bürgerkrieg nach der Ermordung Gaius Iulius Caesars als Flottenkommandant erwähnt.

## Leben
Lucius Marcius Figulus war vermutlich der Sohn des Konsuls von 64 v. Chr., Gaius Marcius Figulus.
Als sich der Konsul von 44 v. Chr., Publius Cornelius Dolabella, auf den Weg nach der ihm für das Prokonsulat versprochenen Provinz Syria machte, um seinen Anspruch darauf gegen den Caesarmörder Gaius Cassius Longinus militärisch durchzusetzen, fungierte Figulus als sein Flottenkommandant. Anfang 43 v. Chr. stellte er an der Südküste Kleinasiens für Dolabella ein Geschwader auf, das aus von den Rhodiern, Lykiern, Kilikiern und Pamphyliern gesandten Schiffen bestand. Im Mai 43 v. Chr. marschierte Dolabella mit zwei Legionen auf dem Landweg nach Syrien, und Figulus folgte ihm mit seinen Seestreitkräften. Vermutlich beziehen sich auch die Mitteilungen in einem Brief des Caesarmörders Gaius Cassius Parmensis vom 13. Juni 43 v. Chr. über Flottenmanöver eines Admirals von Dolabella an der kilikischen Küste auf Figulus, obwohl dieser Admiral in der handschriftlichen Überlieferung als Lucilius bezeichnet wird.
Dollabella scheiterte bald mit seiner Expedition und beging, von Gaius Cassius Longinus in Laodikeia eingeschlossen, Selbstmord; das weitere Schicksal des Figulus ist unbekannt.